# Saint-Germain-d’Aunay
Saint-Germain-d’Aunay ist eine französische Gemeinde mit 117 Einwohnern (Stand: 1. Januar 2022) im Département Orne in der Region Normandie. Sie gehört zum Arrondissement Mortagne-au-Perche und zum Kanton Vimoutiers.

## Lage
Die Gemeinde Saint-Germain-d’Aunay liegt an der Grenze zu den Départements Calvados und Eure, 27 Kilometer südwestlich von Bernay. An der westlichen Gemeindegrenze verläuft das Flüsschen Bigotière, das hier noch Ruisseau du Grand Fossé genannt wird und bei Notre-Dame d’Aunay im Untergrund versickert. Nachbargemeinden von Saint-Germain-d’Aunay sind La Folletière-Abenon im Norden, La Goulafrière im Nordosten, Verneusses im Osten, La Ferté-en-Ouche im Südosten, Sap-en-Auge im Süden, Le Bosc-Renoult im Südwesten, Avernes-Saint-Gourgon im Westen sowie Saint-Aubin-de-Bonneval im Nordwesten. 

## Bevölkerungsentwicklung
| Jahr                       | 1962 | 1968 | 1975 | 1982 | 1990 | 1999 | 2011 | 2021 |
| -------------------------- | ---- | ---- | ---- | ---- | ---- | ---- | ---- | ---- |
| Einwohner                  | 158  | 179  | 137  | 152  | 163  | 168  | 174  | 125  |
| Quellen: Cassini und INSEE |      |      |      |      |      |      |      |      |

## Sehenswürdigkeiten

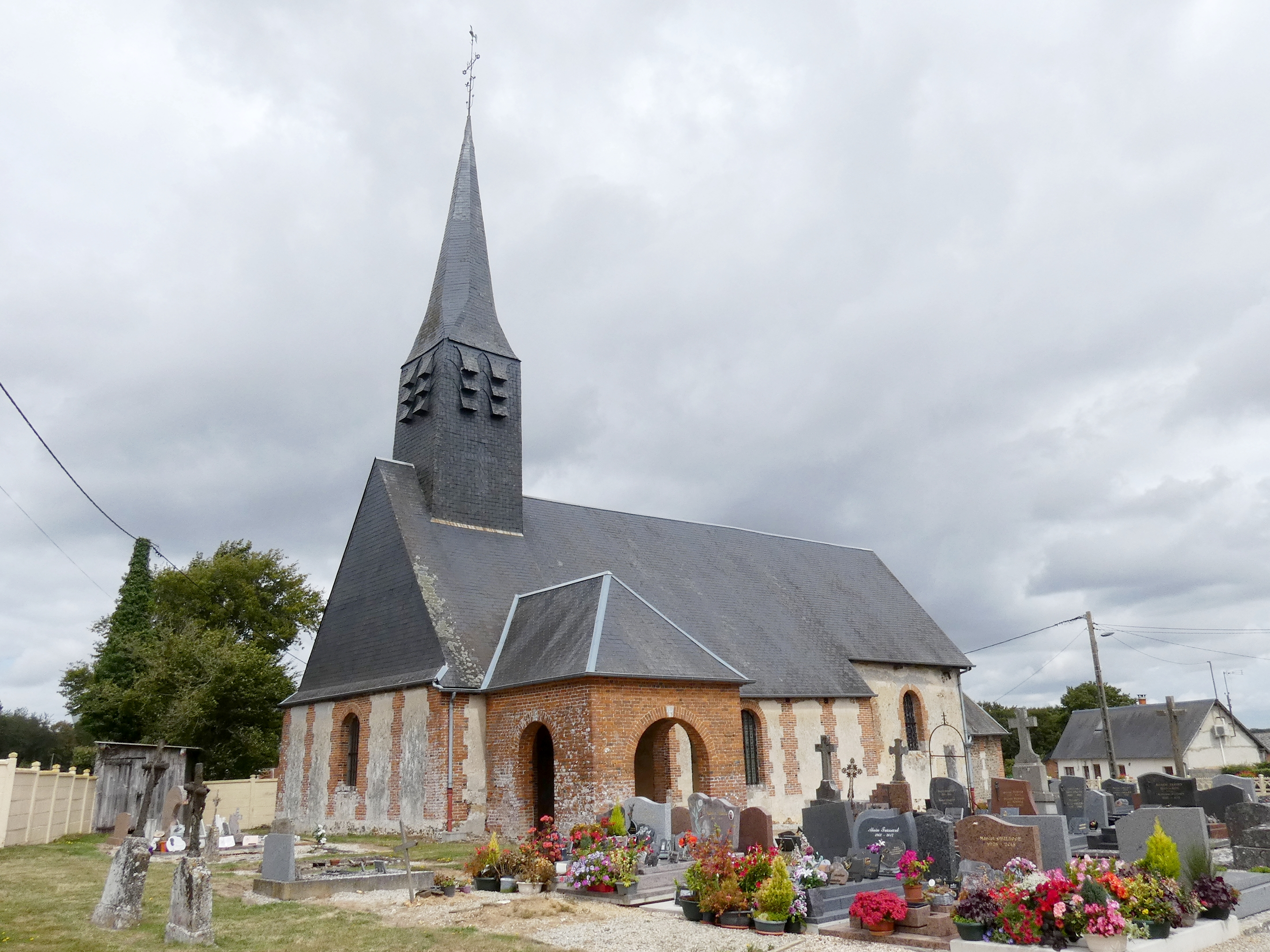
Kirche Saint-Germain

- Kirche Saint-Germain
- Wasserturm